# جان دونپورت سیدلی
جان دونپورت سیدلی (به انگلیسی: John Davenport Siddeley) (تولد: ۵ اوت ۱۸۶۶ - مرگ: ۳ نوامبر ۱۹۵۳) پیشگام صنعت موتور در بریتانیا و سازندهٔ هواپیما و موتور هواگرد و همچنین وسایل نقلیهٔ موتوری بود.

## نگارخانه

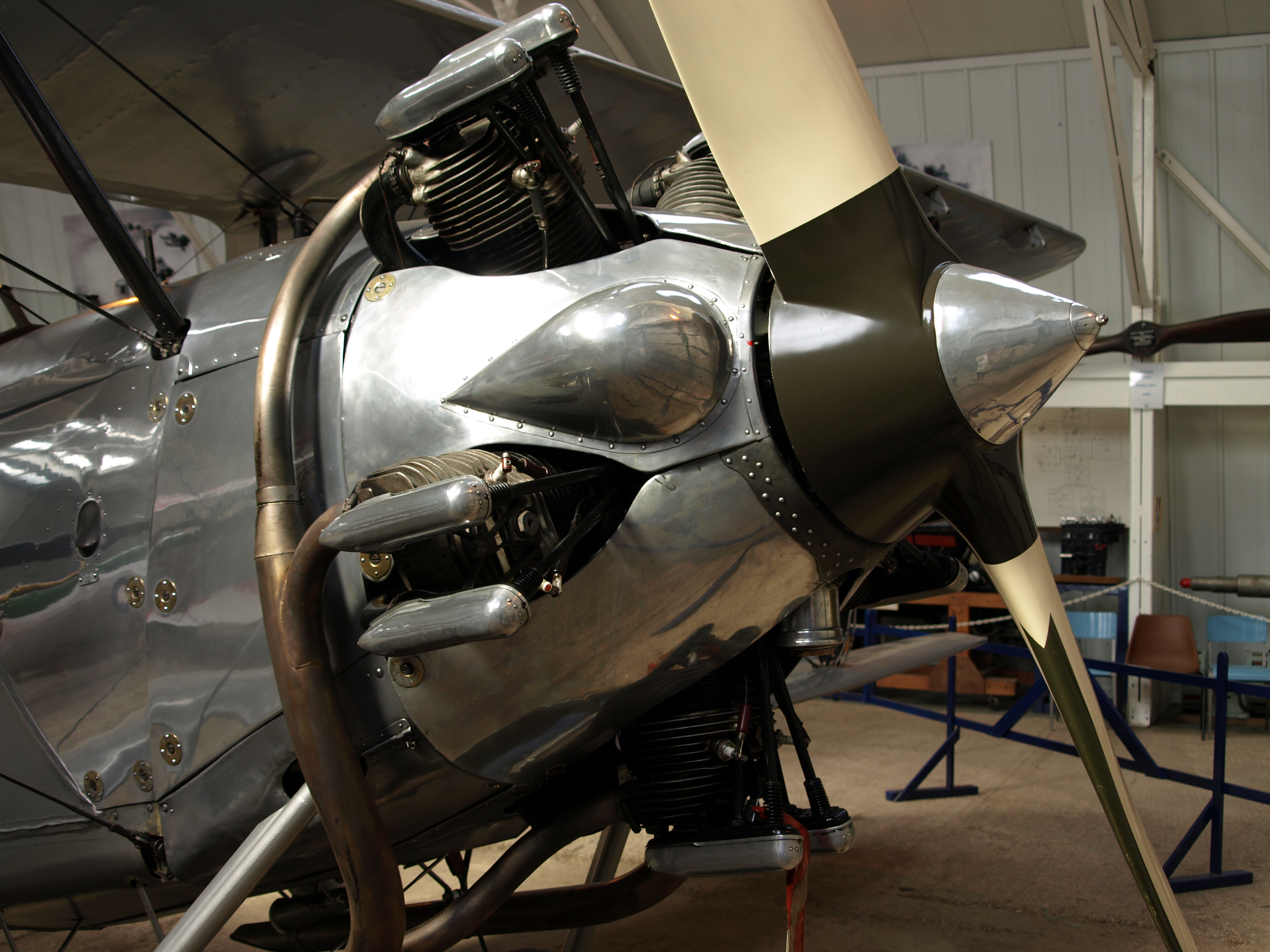